# Enciclopedia en CD-ROM
Una enciclopedia en CD-ROM es un software de referencia que está almacenado en un disco CD-ROM y que puede ser usado en una computadora personal (PC) o en algún otro ordenador similar.
Esta era o constituía la forma usual por medio del cual los usuarios de computadora podían llegar a acceder al conocimiento de tipo enciclopédico entre mediados de la década de 1990 y finales de la misma.
Los posteriores discos en el más espacioso o voluminoso formato DVD los llegaron a reemplazar por un bastante corto período de tiempo hasta que poco después del año 2000 comenzaron a surgir las primeras enciclopedia de Internet, entre las cuales claramente ya se empezaba a destacar la propia Wikipedia, se terminasen convirtiendo en dominantes y reemplazaran a las enciclopedias digitales comerciales que estaban basadas en discos ópticos.
Algunos ejemplos de enciclopedias en CD-ROM fueron la Microsoft Encarta, la Grolier y la versión digital de la Encyclopædia Britannica (y en el caso de la Argentina en particular también la denominada Laffont). Las enciclopedias en CD-ROM eran usualmente una aplicación que se ejecutaba sobre alguna versión de un sistema operativo como MacOS o sobre todo Microsoft Windows (en particular, la 3.0, la 3.1, la 3.11, la 95, la 98 y la Millennium).
Al ejecutar el programa en particular el usuario podía ver un menú que incluía diferentes opciones que le permitían comenzar a navegar por cada uno de los diferentes artículos en particular, los cuales también solían estar agrupados o clasificados en distintas áreas temáticas (como por ejemplo, el arte, la ciencia en general, la geografía, la historia, los deportes, etc.). Y la mayoría de las enciclopedias también incluían una manera de buscar dentro de los contenidos que eran ofrecidas por parte de cada una de las mismas.
El texto de cada artículo en cuestión usualmente incluía hipervínculos y también fotografías, extractos de audio digital (por ejemplo en artículos sobre discursos históricos o instrumentos musicales) y videoclips, aunque en la era del CD-ROM estos últimos tenían usualmente una bastante baja resolución, la cual solía ser del orden de los 160 x 120 o de los 320 x 240 píxeles.
Las enciclopedias que no sólo hacían uso del texto propiamente dicho sino también de imágenes (tales como dibujos, gráficos y mapas), fotos, audios y videos también eran denominadas multimedia.